# باشگاه فوتبال نوتس کانتی
باشگاه فوتبال نوتس کانتی (به انگلیسی: .Notts County F.C) باشگاه فوتبال انگلیسی است که در شهر ناتینگهام قرار دارد.
این باشگاه در سال ۱۸۶۲ میلادی تأسیس شده‌است.
قهرمانی در جام حذفی انگلستان ۱۸۹۴ بزرگترین افتخار این باشگاه می‌باشد.
این باشگاه ،اولین باشگاه تاریخ فوتبال  که هنوز حرفه ای فعالیت میکند محسوب میشود. این باشگاه در سال ۱۸۶۱ تاسیس شده است و تا الان در  لیگهای حرفه ای سطح پایین انگلیس در حال مسابقه است.